# Marienkirche (Świerzawa)

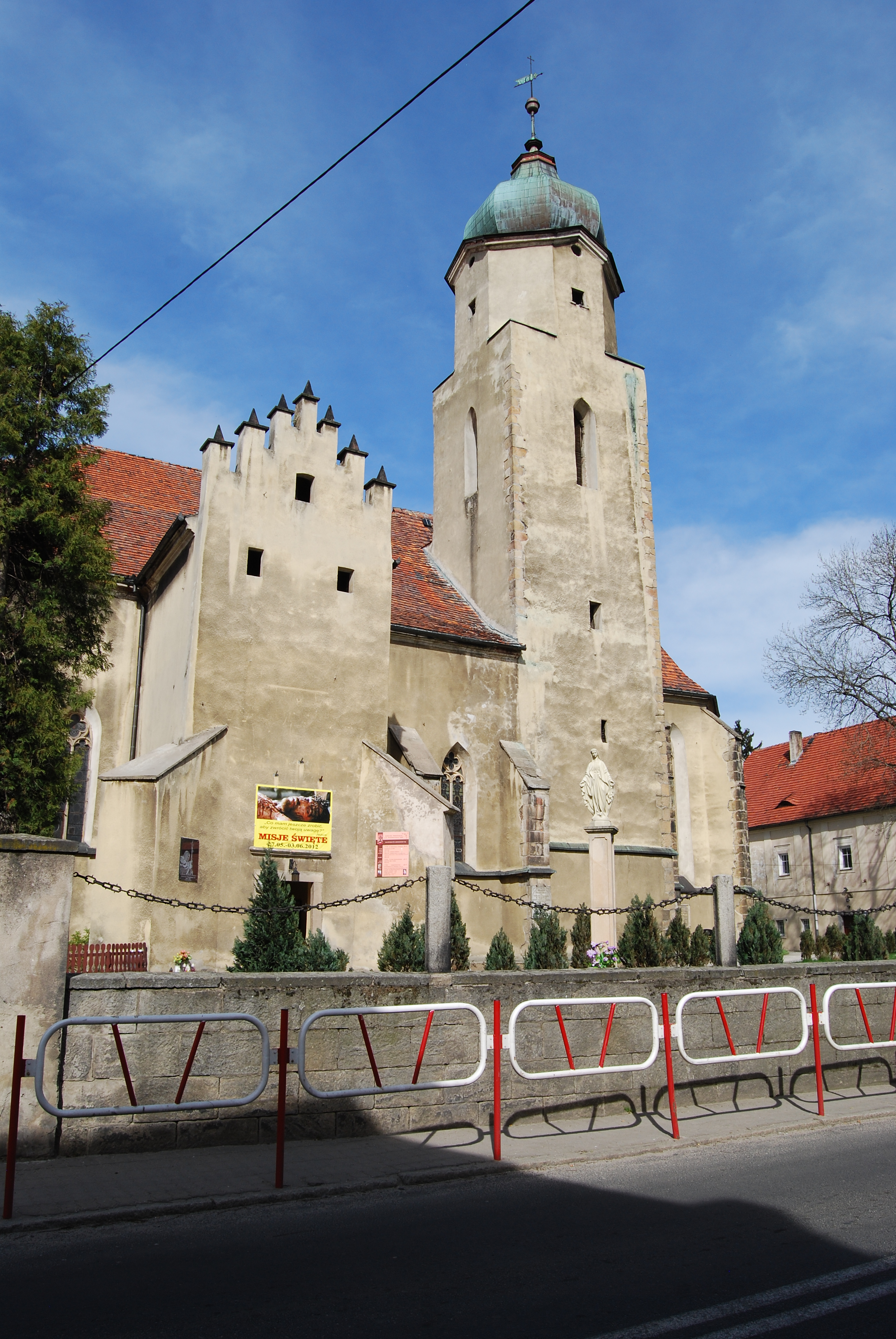
Marienkirche in Świerzawa

Die Marienkirche ist eine Römisch-katholische Pfarrkirche in Świerzawa (deutsch: Schönau an der Katzbach) (polnisch Kościół Wniebowzięcia Najświętszej Maryi Panny w Świerzawie) im Powiat Złotoryjski der Woiwodschaft Niederschlesien in Polen.

## Geschichte
Schönau gehörte zum Herzogtum Schweidnitz. Dessen Herzogin Agnes von Habsburg, seit 1368 Witwe nach Herzog Bolko II., gründete 1381 eine Stiftung für den Bau der Kirche, die von 1381 bis 1382 errichtet wurde: Damals entstanden der Chor und der südlich angefügte Glockenturm mit oktogonalem Aufsatz und Zwiebelhaube. Der erste bekannte Pfarrer der Kirche war 1390 Hartmanno de Hoberg. 
Zu Beginn des 15. Jahrhunderts wurde das Langhaus errichtet. Nach der Zerstörung in den Hussitenkriegen 1428 und durch einen Brand 1487 wurde der Bau wiederhergestellt. Damals wurde an der Ecke zwischen Kirchenschiff und Altarraum ein Turm gebaut. Während der Reformation wurde die Kirche 1555 der evangelischen Kirchengemeinde übergeben. Während der Gegenreformation wurde sie Mitte des 17. Jahrhunderts den Katholiken zurückgeben. Danach übernahmen die Jesuiten die Seelsorge. 1762 brannte das Dach nieder. 
In Zusammenhang mit Konservierungsarbeiten 1901 wurde der Bau um einen Vorbau und den Anbau an der Sakristei erweitert. In den Jahren 1976–1977 wurden die Kirchendächer renoviert.

## Bauwerk

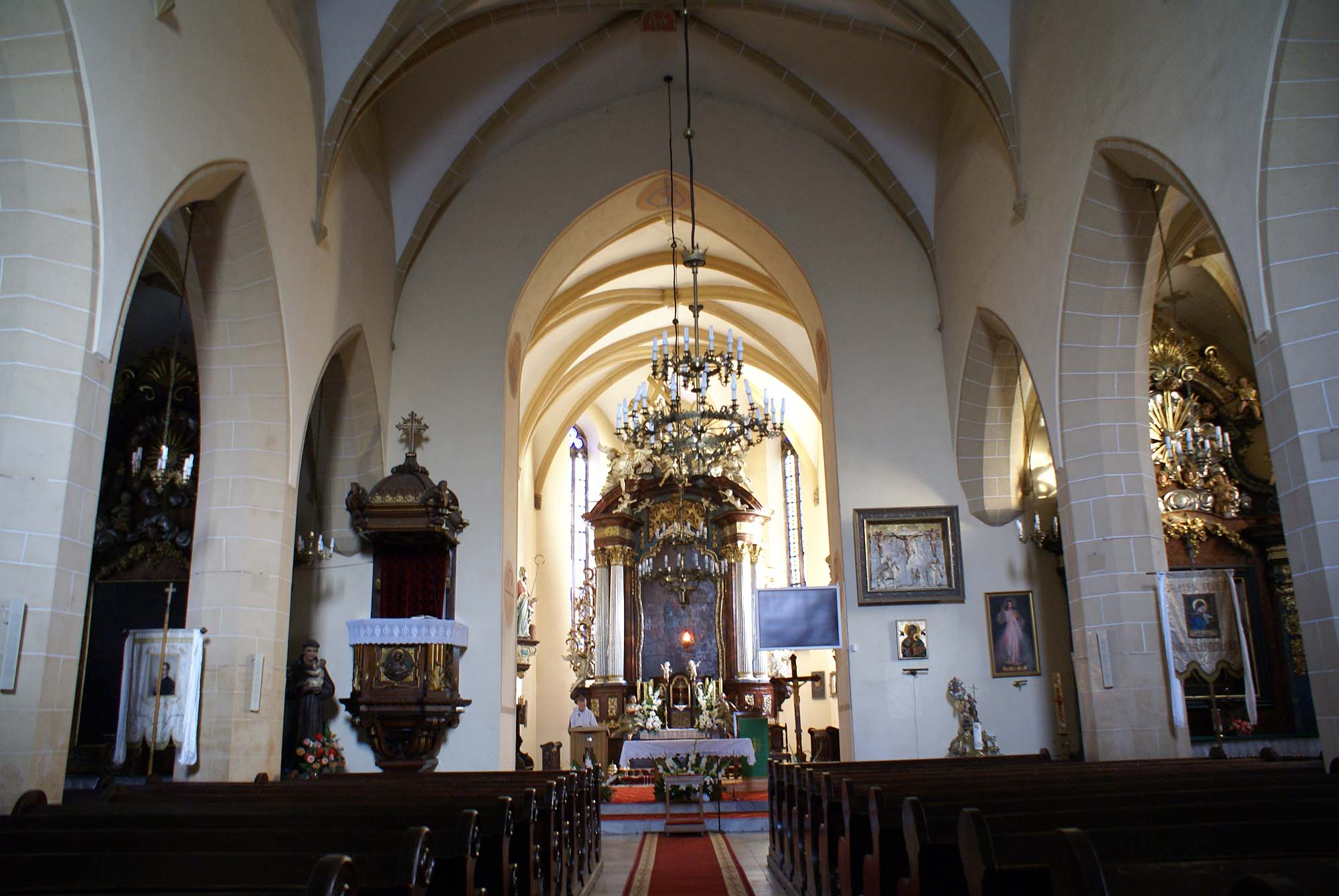
Innenansicht

Die Kirche ist eine aus Bruchstein erbaute fünfschiffige Pseudobasilika. Der Chor in Flucht mit dem Mittelschiff besitzt einen polygonalen Abschluss. An der Nordseite wurde eine rechteckige zweigeschossige Sakristei errichtet, und an der Südseite des Gebäudes stellt der viereckige Kirchturm eine Verbindung zum Kirchenschiff her. Die Kirche ist als Beispiel einer Stufenhalle in Verbindung mit einem Langchor bemerkenswert. Ähnlich wie in Liegnitz setzen die Gewölbe erst ein Stück über den Arkaden direkt auf der Wandfläche an, wobei auf vertikale Verbindungselemente zwischen Pfeilern und den Gewölbeanfängern verzichtet wird. Im Unterschied zu Liegnitz ruhen die Arkaden auf Achteckpfeilern und nicht auf länglichen Wandstücken. Zusätzlich zur Westfassade sind Turm und Sakristei mit Strebepfeilern verstärkt. Außerdem sind die Kirchenmauern von einem profilierten Sockel und einem Kapitellgesims umgeben. Die Portale im Süden und Westen sind profiliert, mit konsolierten, zu Eselsrücken geformtem Wimperg. Das Südportal wird zusätzlich von reliefierten Fialen flankiert, und sein Tympanon zeigt ein Weinrebenmotiv. Das fünfjochige Kirchenschiff hat Kreuzrippengewölben, ebenso wie die drei Joche des Chors, von denen das östlichste zwei zusätzliche Rippen aufweist. Ein spätgotisches Sterngewölbe überdeckt die Sakristei.